# Julius Jaenzon
Joel Julius Jaenzon (ur. 8 lipca 1885 w Göteborgu, zm. 17 lutego 1961 w Sztokholmie) – szwedzki operator filmowy, zasłużony w początkowej fazie rozwoju szwedzkiego kina niemego. Najbardziej znany ze współpracy z reżyserami Victorem Sjöströmem i Mauritzem Stillerem, szczególnie w adaptowaniu powieści Selmy Lagerlöf. Ceniony głównie za dopracowaną podwójną ekspozycję, ukazaną wyraźnie w filmie Furman śmierci.
W 2000 roku w jego postać wcielił się Carl Magnus Dellow w szwedzkim dramacie telewizyjnym Bildmakarna.

## Wybrana filmografia
- Bränningar (1935)
- Charlotte Löwensköld (1930)
- Na wschód (Till österland, 1926)
- Ingmarsarvet (1925)
- Gdy zmysły grają (Gösta Berlings saga, 1924)
- Stary zamek (Gunnar Hedes saga, 1923)
- Karusellen (1923)
- Vem dömer (1922)
- Furman śmierci (Körkarlen, 1921)
- Mistrz Samuel (Mästerman, 1920)
- Skarb rodu Arne (Herr Arnes pengar, 1919)
- Synowie Ingmara (Ingmarssönerna, 1919)
- Banici (Berg-Ejvind och hans hustru, 1918)
- Terje Vigen (1917)
- Skrzydła (Vingarne, 1916)
- Pocałunek śmierci (Dödskyssen, 1916)